# Над'ярне (Сумський район)
Над'я́рне —  село в Україні, у Миколаївській сільській громаді Сумського району Сумської області. Населення становить 25 осіб. До 2016 орган місцевого самоврядування — Северинівська сільська рада.

## Географія
Село Над'ярне знаходиться в балці Могильний Яр по якій протікає струмок з великою греблею. Нижче за течією струмка на відстані 1,5 км розташоване село Миколаївка.

## Історія
12 червня 2020 року, відповідно до розпорядження Кабінету Міністрів України № 723-р «Про визначення адміністративних центрів та затвердження територій територіальних громад Сумської області», село увійшло до складу Миколаївської сільської громади.
19 липня 2020 року, в результаті адміністративно-територіальної реформи та ліквідації Сумського району(1923—2020), увійшло до складу новоутвореного Сумського району.